# Václav Milík (ur. 1960)
Václav Milík (ur. 23 lutego 1960) – czeski żużlowiec, występujący również na długim torze i na trawie.

## Życiorys

### Kariera sportowa
Złoty medalista indywidualnych mistrzostw Czechosłowacji (Březolupy 1991). Dwukrotny brązowy medalista indywidualnych mistrzostw Czech (Mšeno 1994, Mšeno 1997). Srebrny medalista mistrzostw Czechosłowacji par klubowych (1991). Złoty medalista indywidualnych mistrzostw Czechosłowacji na torze trawiastym (1990). Dwukrotny brązowy medalista indywidualnych mistrzostw Czechosłowacji na długim torze (1989, 1990). 
Wielokrotny reprezentant Czechosłowacji i Czech na arenie międzynarodowej, m.in. w eliminacjach indywidualnych mistrzostw świata (najlepszy wynik: Abensberg 1991 – XIII miejsce w półfinale światowym). Srebrny medalista indywidualnych mistrzostw Europy na torze trawiastym (Alken 1992). Finalista indywidualnego Pucharu Mistrzów (Równe 1992 – IV miejsce). Dwukrotny finalista indywidualnych mistrzostw świata na długim torze (Herxheim 1996 – XII miejsce, 1997 – XVIII miejsce). Finalista drużynowych mistrzostw świata (Piła 1997 – V miejsce). Finalista klubowego Pucharu Europy (Piła 2000 – IV miejsce). 
W lidze polskiej reprezentant klubów: Sparta Wrocław (1991–1992), Polonia Piła (1993–1994), J.A.G. Speedway Club Łódź (1996) oraz Kolejarz Opole (1999, 2001). Zdobywca II miejsca w Kryterium Asów Polskich Lig Żużlowych im. Mieczysława Połukarda (Bydgoszcz 1995).

### Życie prywatne
Ojciec Václava Milíka, również żużlowca.